# Glossophaga soricina
Glossophaga soricina (Pallas, 1766) è un pipistrello della famiglia dei Fillostomidi diffuso nell'America centrale, meridionale e nei Caraibi.

## Descrizione

### Dimensioni
Pipistrello di piccole dimensioni, con la lunghezza della testa e del corpo tra 45 e 59 mm, la lunghezza dell'avambraccio tra 33 e 38 mm, la lunghezza della coda tra 5 e 10 mm, la lunghezza del piede tra 7 e 11 mm, la lunghezza delle orecchie tra 9 e 15 mm e un peso fino a 12 g.

### Aspetto
La pelliccia è soffice, densa e con i singoli peli tricolori. Le parti dorsali variano dal bruno-rossastro al bruno-grigiastro, talvolta brizzolate sulla groppa e con la base dei peli bianca, mentre le parti ventrali sono bruno-grigiastre brizzolate. Il muso è allungato, con una foglia nasale piccola, lanceolata e con la porzione anteriore fusa al labbro superiore, che è circa della stessa lunghezza di quello inferiore. Sul mento è presente un solco longitudinale contornato da cuscinetti carnosi con i bordi dentellati. Le orecchie sono piccole, triangolari e ben separate tra loro. Il trago è appuntito. Le membrane alari sono marroni scure o bruno-nerastre e attaccate posteriormente sulla caviglia. La coda è relativamente corta ed inclusa completamente nell'uropatagio. Il calcar è lungo circa la metà del piede. Il cariotipo è 2n=32 FNa=60.

### Ecolocazione
Emette ultrasuoni sotto forma di impulsi a frequenza modulata iniziale di 75 kHz e finale di 48 kHz.

## Biologia

### Comportamento
Si rifugia in piccoli o grandi gruppi in gallerie minerarie, canali d'irrigazione, edifici e grotte spesso condivise con altre specie di pipistrelli.

### Alimentazione
Si nutre di insetti, frutta e parti di fiori durante le stagioni delle piogge e nettare e polline in quelle secche. È un importante impollinatore.

### Riproduzione
Danno alla luce un piccolo alla volta che viene svezzato a partire dal secondo mese. Le nascite avvengono tra aprile e giugno e tra dicembre e febbraio in Costa Rica.

## Distribuzione e habitat
Questa specie è diffusa nel Continente americano dal Messico fino all'Argentina settentrionale e alcune isole caraibiche.
Vive nelle pianure, foreste sempreverdi mature, foreste secche e zone disturbate fino a 2.600 metri di altitudine.

## Tassonomia
Sono state riconosciute 5 sottospecie:
- G.s.soricina: Colombia centrale ed orientale, Venezuela, Guyana, Suriname, Guyana francese, Brasile, Ecuador e Perù orientali, Bolivia, Paraguay e Argentina settentrionale. Trinidad e Isla Margarita;
- G.s.antillarum (Rehn, 1902): Giamaica;
- G.s.handleyi (Webster & Jones, 1980): dagli stati messicani di Sonora e Tamaulipas attraverso il Belize, Guatemala, Honduras, Nicaragua, El Salvador, Costa Rica, Panama fino alle coste pacifiche della Colombia occidentale;
- G.s.mutica (Merriam, 1898): Isole Marías;
- G.s.valens (Miller, 1913): coste pacifiche dell'Ecuador e Perù occidentali.

## Conservazione
La IUCN Red List, considerato il vasto areale, la popolazione presumibilmente numerosa, la presenza in diverse aree protette e la tolleranza alle modifiche ambientali, classifica G.soricina come specie a rischio minimo (Least Concern)).